# Irish Open 1905
Die Irish Open 1905 waren die vierte Austragung dieser internationalen Meisterschaften von Irland im Badminton. Bei dieser Auflage wurden nur vier Disziplinen ausgetragen, auf die Ausspielung des Dameneinzels wurde verzichtet.

## Finalresultate
| Disziplin    | Sieger                                    | Finalist                           | Ergebnis            |
| ------------ | ----------------------------------------- | ---------------------------------- | ------------------- |
| Herreneinzel | Henry Norman Marrett                      | Norman Wood                        | 15–5, 13–15, 15–5   |
| Herrendoppel | Henry Norman Marrett Albert Davis Prebble | Norman Wood Stewart Marsden Massey | 12–15, 18–13, 15–11 |
| Damendoppel  | Meriel Lucas Ethel B. Thomson             | Hazel Hogarth Mary K. Bateman      | 15–5, 15–11         |
| Mixed        | Norman Wood Hazel Hogarth                 | George Alan Thomas Meriel Lucas    | 7–15, 15–12, 15–9   |